# Dušan Tadić
Dušan Tadić (født 20. november 1988 i Bačka Topola, Jugoslavien) er en serbisk professionel fodboldspiller, som spiller for Süper Lig-klubben Fenerbahçe og Serbiens landshold.

## Klubkarriere
Tadić startede sin karriere i hjemlandet hos FK Vojvodina, og blev i 2010 solgt til FC Groningen i den hollandske Æresdivision. Efter to meget succesfulde sæsoner i klubben blev han solgt videre til FC Twente i Enschede i 2012, for en pris på 7,7 millioner euro.
Hos Twente spillede Tadić i de følgende to sæsoner 70 Æresdivisions-kampe, og var i sæsonen 2013-14 den spiller i ligaen, med flest assists. De gode præstationer betød, at han i sommeren 2014 blev solgt til Southampton i England for en pris på ca. 11 millioner britiske pund.

## Landshold
Tadić har (pr. juni 2018) spillet 52 kampe og scoret 13 mål for Serbiens landshold. Han debuterede for holdet 14. december 2008 i en venskabskamp på hjemmebane mod Polen. I 2012 scorede han sit første mål for holdet i en VM-kvalifikationskamp mod Wales. Han var en del af den serbiske trup til VM 2018 i Rusland.